# Markuskapellet
Markuskapellet är ett begravningskapell som tillhör Bjurholms församling i Luleå stift. Kapellet ligger i samhället Bjurholm omkring femtio meter nordväst om Bjurholms kyrka.

## Kyrkobyggnaden
Kapellet uppfördes 1976 efter ritningar av arkitekt Bengt Lidström. Byggnaden har en stomme av trä och ytterväggar klädda med rödmålad stående panel. Kapellets sadeltak täcks av lertegel.
Kyrkorummet, som rymmer 60 personer, har väggar klädda med gulbrun träpanel och ett parkettgolv.

## Inventarier
- Orgeln med två manualer är tillverkad av Grönlunds Orgelbyggeri.